# Le Tour de France culinaire de Sarah Wiener
 (signalé en juillet 2025).
Si vous disposez d'ouvrages ou d'articles de référence ou si vous connaissez des sites web de qualité traitant du thème abordé ici, merci de compléter l'article en donnant les références utiles à sa vérifiabilité et en les liant à la section « Notes et références ».
- Archive Wikiwix
- Bing
- Cairn
- DuckDuckGo
- E. Universalis
- Gallica
- Google
- G. Books
- G. News
- G. Scholar
- Persée
- Qwant
- (zh) Baidu
- (ru) Yandex
- (wd) trouver des œuvres sur Wikidata

Le Tour de France culinaire de Sarah Wiener est une série télévisée diffusée en janvier 2007 sur Arte du lundi au vendredi entre 20 h 15 et 20 h 40.

## Concept
L'objectif est de faire découvrir la cuisine française au travers d'un tour de France gastronomique par Sarah Wiener, chef de cuisine autrichienne et berlinoise d'adoption.
Le principe est de lui faire réaliser elle-même une recette que lui a montrée un chef français renommé pour la recette en question, qui la reçoit dans son établissement, puis de faire apprécier son travail par un jury de connaisseurs locaux, composés de producteurs, de membres d'une confrérie gastronomique ou bien d'enfants, voire d'un critique gastronomique. Le jury est reçu à dîner dans le restaurant : Sarah Wiener doit faire en sorte que le plat soit prêt pour l'heure dite.
Il s'agit d'un parcours initiatique au cours duquel Sarah livre ses impressions et ne manque pas d'immortaliser le passage au moyen de son appareil photo à développement instantané, et de sa fameuse coccinelle rouge.